# Phyllolyma rufa
Phyllolyma rufa är en insektsart som först beskrevs av Walter Wilson Froggatt 1900.  Phyllolyma rufa ingår i släktet Phyllolyma och familjen rundbladloppor. Inga underarter finns listade i Catalogue of Life.